# Egoitz García
Egoitz García Echeguibel (nascido em 31 de março de 1986, em Baracaldo) é um ciclista profissional espanhol, que atualmente compete para a equipe Murias Taldea.